# برودريك (ساسكاتشوان)
برودريك (بالإنجليزية: Broderick, Saskatchewan)‏ هي قرية تقع في كندا في ساسكاتشوان. يقدر عدد سكانها بـ 77 نسمة ومساحتها 0.91 كم2 .